# Gladys Davis
Gladys Mary Davis (* 29. Juli 1893 in Chiswick, London; † 23. Mai 1965 in Kingston upon Thames, London) war eine britische Fechterin.

## Leben
Gladys Davis nahm 1924 an den Olympischen Spielen in Paris teil, wo sie im Teilnehmerfeld des erstmals ausgetragenen Einzelwettbewerbs im Florettfechten der Frauen stand. Die erste Runde überstand sie mit 4:2-Siegen auf dem zweiten Platz ihrer Gruppe hinter Ellen Osiier, in der Halbfinalgruppe blieb sie ungeschlagen. In der Finalrunde verlor sie lediglich nochmals gegen Ellen Osiier und sicherte sich somit die Silbermedaille. 1923, 1925 und 1926 wurde sie britische Meisterin.